# Heul doch
Singles de LaFee
Mitternacht Beweg dein Arsch
Pistes de Jetzt erst recht
Jetzt erst recht Du bist schön
Heul doch (anglais : Shut Up) est une chanson de la chanteuse rock LaFee. Elle a été écrite par Bob Arnz et Gerd Zimmermann. La chanson apparaît sur la deuxième piste de son deuxième album Jetzt erst recht. Il est premier single de cet album et atteint la troisième place au hit parade allemand des singles à sa sortie en mai 2007.

## Liste des chansons
CD Single
1. "Heul doch" (Video version) - 3:49
2. "Mitternacht" (Live @ Echo) - 3:48

CD Maxi Single
1. "Heul doch" (Single version) - 3:36
2. "Heul doch" (Akustik version) - 3:02
3. "Du bist schön" - 3:27
4. "Heul doch" (Instrumental) - 4:01
5. "Documentary Snippet"
6. "Fotoshooting Making of"
7. "Videoshooting Making of"

## Charts
| Charts    | Meilleure position |
| --------- | ------------------ |
| Allemagne | 3                  |
| Autriche  | 6                  |
| Suisse    | 25                 |